# 976 a.C.
Il 976 a.C. (CMLXXVI a.C. in numeri romani) è un anno  del X secolo a.C.

## Eventi
- Cina: regno di Mu, sovrano della dinastia Zhou occidentale.